# Matei Gall
A nu se confunda cu fotbalistul Gal Mátyás (n. 1992) !
Matei Gall (în maghiară Gáll Mátyás; n. 8 ianuarie 1920, Deva, Hunedoara, România) este un scriitor (memorialist) din România.

## Biografie
Matei Gall s-a născut într-o familie de comercianți. Arestat și mai apoi condamnat în 1941 de către Tribunalul Militar din Timișoara la trei ani de închisoare, este transferat la închisoarea din Caransebeș, unde i-a întâlnit pe unii dintre cei mai importanți membri ai partidului comunist român, printre care se numărau Gheorghe Gheorghiu-Dej, Chivu Stoica, Emil Bodnăraș, Nicolae Ceaușescu. În septembrie 1942 este deportat împreună cu un grup de 85 de deținuți evrei în Transnistria – lagărul Vapniarka, de unde va fi mutat în toamna lui 1943 în închisoarea de la Râbnița. În noaptea de 18 spre 19 martie 1944 aici are loc un masacru, Matei Gall numărându-se printre puținii supraviețuitori. În 1969 a emigrat în Republica Federală Germania, unde s-a stabilit în orașul Offenbach.

## Cărți în limba maghiară
- Mészárlás, 1956[4]
- Vízválasztók, 2001
- A remény rejtett szépségeiröl, Duna, 2008

## Cărți în limba germană
- Finsternis – Durch Gefängnisse, KZ Wapniarka, Massaker und Kommunismus. Ein Lebenslauf in Rumänien 1920-1990, 1999[5]